# Gunnar Thollander
Gunnar Arvid Thollander, född 9 december 1933 i Söderfors församling i Uppsala län, är en svensk socialdemokratisk politiker, som mellan 1982 och 1994 var riksdagsledamot för Uppsala läns valkrets.